# Clan Behem
Behem (Behem I, Behm, Bem) est une maison de la noblesse polonaise.

## Membres notables
- Piotr Behem, sénateur, est anoblie par l’archevêque de Gniezno Stanisław Karnkowski des armories Junosza en 1570. Cela explique la présence du bélier - de la maison Junosza - sur le blason de la maison Behem.
- Mateusz Mączewski, seigneur des domaines de Hondzyno-Koski et de Bonkovo-Michalowice,
- Fabian Mączewski
- Les frères Jakub Bem, Jan Bem et Andrzej Bem, avocat et professeur de mathématiques
- Józef Bem (1794-1850), le général polonais
- Maciej Illjaszewicz (ou Illyashevich), fils de Jan Ben

Confirmation des Habsbourg de l'appartenance à la maison Behem des familles Bauman et Bochnia du royaume de Galicie et de Lodomérie.